# Curation de contenu

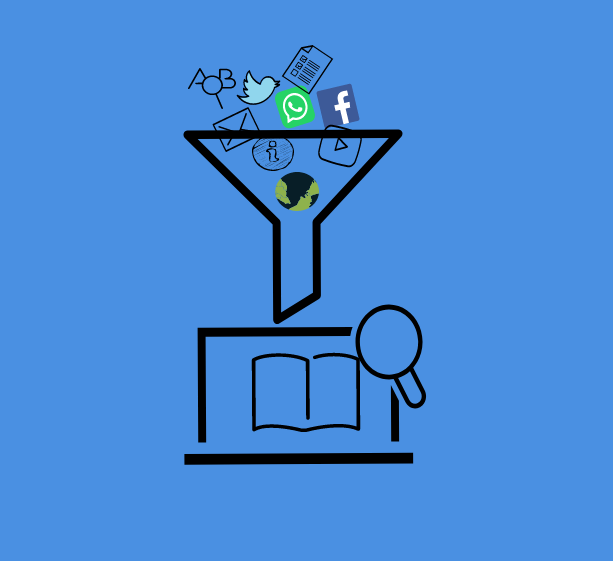
Illustration de la curation de contenu

La curation de contenu (étymologiquement du latin curare : prendre soin et de l'anglais content curation ou data curation) est une pratique qui consiste à sélectionner, éditer et diffuser les contenus les plus pertinents du Web pour une requête ou un sujet donné. La curation est utilisée et revendiquée par des sites qui souhaitent offrir une plus grande visibilité et une meilleure lisibilité à des contenus (textes, documents, images, vidéos, sons…) qu'ils jugent utiles aux internautes et dont la diffusion peut les aider ou les intéresser.
La curation est également une manière rapide et peu coûteuse d'alimenter un site sans produire soi-même de contenu. Le contenu ainsi mis en avant permet non seulement d'alimenter le site — même si dans la plupart des cas le site renvoie sur la source originale — mais également d'obtenir un meilleur référencement du site de curation par les moteurs de recherche. Il devient ainsi « possible d’enrichir les documents numériques mis à la disposition du grand public », Wikipédia étant l'exemple par excellence de ce type d'approche.

## Historique

### Origines
La pratique de la curation tire ses origines de la surabondance d'informations que connaît le Web depuis les années 2000. Certains blogueurs, à l'instar de Brian Solis, parlent d’infobésité dont le seul remède serait la cure. En japanglais, on parle d’infoplosion.
Le mot curateur viendrait, lui, de l'anglais curator, en français, conservateur de musée.

### Apparition du terme aux États-Unis
En octobre 2009, le quotidien The New York Times publie un article témoignant des multiples évolutions en cours dans l'usage du mot curateur. Il explique que le mot sort progressivement du champ de la muséologie pour entrer dans la vie de tous les jours et notamment dans des expressions ou activités liées au Web.
En mai 2010, le magazine Wired publie quant à lui un article, évoquant la curation.
Il faut néanmoins noter que le terme digital curation (en tant que sélection, collection, archivage et maintenance de ressources numériques) fait son apparition dans le Wikipedia en anglais dès le 1er avril 2008. Par ailleurs, un article scientifique de 2005 (sans doute pas le premier) évoque déjà la notion de digital curation'.

### Apparition du terme dans la francophonie
Le terme curation est un néologisme en français. C'est la francisation du mot anglais curation, et vient donc indirectement du latin curare qui signifie soigner. C'est le professeur de marketing Rohit Bhargava  de l'Université de Georgetown qui, le premier, aurait utilisé ce terme. Le fait de partager un contenu (article, vidéo, image, musique, schéma…) que l'on juge intéressant ou amusant, et lui donner de la visibilité, est une pratique courante depuis l'apparition des fonctionnalités communautaires sur le Web.
Néanmoins, le terme curation de contenu n'apparaît en France qu'à la fin de l'année 2010 et devient très en vogue au premier trimestre 2011. Il est dès lors abondamment utilisé et débattu sur le Web. Lors de la Social Media Week de février 2011, des web-entrepreneurs français, des journalistes et des blogueurs se réunissent pour tenter de définir la curation.

## Principe
La curation de contenu repose sur trois axes fondamentaux :
- Étape 1 : la sélection
- Étape 2 : l'éditorialisation
- Étape 3 : le partage

De manière plus pragmatique, un curateur (celui qui réalise la curation) recense des contenus et opère une sélection ou un tri (étape 1). Il organise ensuite, structure et met en forme ces contenus (étape 2). Enfin, il rend ces contenus disponibles et accessibles aux internautes (étape 3). Ces opérations ne sont d'ailleurs pas sans rappeler celles effectuées par les professionnels de la veille stratégique.

### Étape 1: la sélection
Lors de cette première étape, le curateur réunit des contenus autour d'une thématique donnée. Cette étape, qui est le socle de la curation, peut être manuelle ou automatisée. La normalisation des flux d'informations avec notamment le format RSS a permis à beaucoup d'outils spécialisés dans la « curation automatique » d'émerger. 

### Étape 2: l'éditorialisation
C'est lors de la phase d'éditorialisation que le curateur structure les contenus sélectionnés en phase 1 et leur apporte une véritable valeur ajoutée. Il effectue une contextualisation et une unification autour du sujet traité. Cette mise en valeur se fait selon des critères de choix.

### Étape 3: le partage
Dans ce troisième temps, les contenus sont mis à disposition des internautes sur une plateforme de curation via laquelle le curateur les diffuse à destination du public intéressé par le sujet traité.
Pour Nancy K. Herther, le plus important lorsqu'on fait de la curation est de l'exercer de façon continue afin de suivre le rythme des informations nouvelles et changeantes.

## Les cinq modèles de la curation
D'après Rohit Bhargava, spécialiste du marketing social, il existe cinq modèles de curation : l'agrégation, la distillation, l'élévation, le mashup et la chronologie.

### L'agrégation
Il s'agit de trouver des sources pertinentes concernant le sujet choisi et de les rassembler sur un même site.

### La distillation
La distillation a pour but de dégager les éléments essentiels de façon claire dans un but de gain de temps pour les utilisateurs.

### L'élévation
Il s'agit d'extrapoler des tendances à partir de données partielles, elle nécessite une capacité d'analyse.

### Lemashup
Le but est de fusionner des contenus afin de créer une seule source d'information regroupant les différences d'opinion sur le même sujet.

### La chronologie
Modèle de curation qui permet de rassembler et de classer chronologiquement l'historique du sujet choisi.

## Principaux avantages
La curation permet de :
- faire gagner du temps à l'internaute lors de sa recherche : le tri et la sélection d'information ont déjà été opérés et les résultats affichés correspondent exactement à la requête.
- donner du sens : les contenus sont organisés, rangés par thématiques, mis en valeur et éditorialisés.
- faire émerger des contenus parfois ignorés ou peu accessibles depuis les moteurs de recherche.

## Les différences entre la curation et la veille
Par sa définition, la curation peut être assimilée à de la veille et même si les frontières entre les deux sont légères, il est important de les définir afin de ne pas confondre les deux activités liés à l'information-documentation.

### La motivation
La curation, contrairement à la veille, n'est pas une activité professionnelle. En effet, elle n'a pas de commanditaire. Ainsi, le fait de sélectionner, d'éditorialiser et de partager relève uniquement de l'envie, de la motivation, souvent pour classer les connaissances appartenant à notre communauté.

### Les objectifs
Une stratégie de veille est utilisée pour répondre à une demande et appuyer une prise de décision alors que la curation, elle, ne vise aucun objectif. En d'autres termes, la pertinence des informations sélectionnées lors d'une curation dépend du public à qui elle s'adresse alors que celle des informations sélectionnées durant une veille répond aux objectifs définis par les commanditaires.

### La sélection des informations
La sélection des informations marque significativement la différence entre la veille et la curation. Comme vu lors des deux précédentes différences, la curation est très personnelle et dépend du curator (celui qui effectue la curation). Le curator va baser sa collecte d'information sur des choix qui lui sont propres (affinités ou types de contenu) alors que le veilleur va sélectionner les informations en fonction de la qualification des auteurs ou de la notoriété des sources. Le veilleur a un recul sur les informations collectées, ce qui n'est pas le cas du curator qui peut faire un copier-coller s'il est en accord avec l'auteur.

### Les usages
Le curator peut choisir les informations qu'il veut transmettre et mettre en avant pour son public. Ce qui n'est pas le cas pour la veille où le veilleur doit s'en tenir aux besoins de ses clients. Les usages de la veille sont structurés et motivés par une demande alors que les usages de la curation se font selon les envies du curator. 
Malgré les similarités, la curation ne fait pas office de concurrence pour la veille. Au contraire, elle s'inscrit dans le cadre de la gestion de l'information et la veille doit se servir de la curation comme d'un outil pour aider à la sélection de l'information. Certaines nouvelles applications fusionnent la veille et la curation en une seule application

## Curation vs. agrégation
La différence essentielle entre curation et agrégation réside dans le fait de choisir les contenus proposés aux internautes pour leur donner du sens et non pas de se contenter d'une collecte de liens sans contextualisation. D'autres[Qui ?] ne voient pas de différence de fonction mais évitent le mot curation. Ils utilisent plus volontiers Agrégation Web.

## Polémique
L'utilisation de la curation de contenu divise. D'un côté, les « pro-curation » revendiquent un statut de trieur ou filtre du web donnant plus de visibilité aux contenus de qualité. De l'autre, les « anti-curation » dénoncent notamment un pillage des contenus du web et des droits d'auteurs bafoués. D'autres enfin considèrent que ce terme relève davantage d'un effet de mode que d'une réelle nouveauté dans les pratiques des internautes. En effet, ce terme, mis au goût du jour par les plateformes telles storify, paper.li, Scoop.it ou shareezy par exemple préexistait dans des services déjà anciens telles que les plateformes de partage de signets ou la curation sociale au service des organisations du web. La curation peut intervenir dans différents domaines .